# Biogazdálkodás

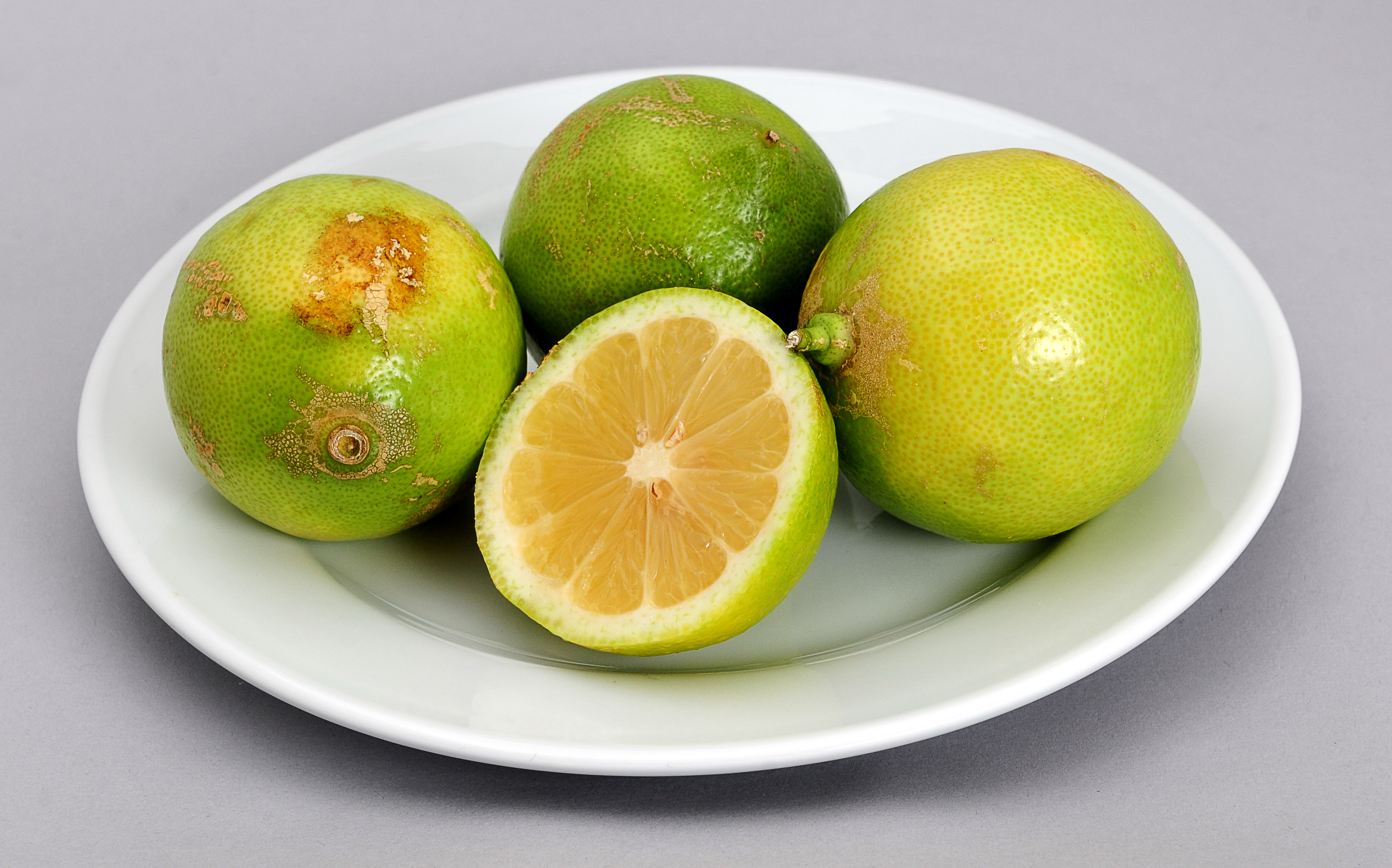

A biogazdálkodás (más néven: ökológiai gazdálkodás, organikus gazdálkodás) olyan gazdálkodási forma, mely szerves trágyázáson, biológiai növényvédelmen és természetes biológiai ciklusokon alapul, a szintetikus műtrágya és (szintetikus) növényvédő szerek mellőzésével, például baktériumalapú biotrágyák használatával. Tevékenységek alatt itt erdő-, mező-, tájgazdálkodást, vidékfejlesztést és élelmiszertermelést értünk.

## Jellemzői
A biogazdálkodás előnye a mikroelemekben, vitaminokban gazdag, kevés káros anyagot tartalmazó biotermék. Míg a szokványos gazdálkodásban a károkozók elleni védelem érdekében rovarölő- és gyomirtó szereket használnak, addig a biogazdálkodásban a megelőzésé a főszerep. Ezért például nem szabad olyan növényeket egy területre, egymás után ültetni, melyeket azonos károkozók pusztítanak. Növényvédő szerek közül csak olyanokat használnak, melyek káros szermaradékot egyáltalán nem hagynak. Hozamfokozásra hormonok, antibiotikumok nem használhatóak fel, valamint nem termesztenek génmódosított növényeket.
A biogazdálkodás tehát egy olyan gazdálkodási, élelmiszer előállító rendszer mely tiltja, illetve korlátozza bizonyos növényvédő szerek, műtrágyák, talajjavító szerek, valamint a mesterséges állatgyógyászati készítmények, illetve hozamfokozók használatát. Az ökológiai termelés magas állatjóléti szabványokat alkalmaz, elősegíti a természeti környezet megóvását és a fenntarthatóságot. A gazdasági szereplő a gazdálkodás során elvárt elvek, szabályok betartását fokozott ellenőrzés mellett alkalmazza a termeléstől a feldolgozáson keresztül a kereskedelemig. Az ökológiai gazdálkodás rendszeréből származó termékek megnevezésben az „öko” előtag, valamint szinonimái, a „bio” és az „organic”, azaz organikus gazdálkodás használatosak. A köznyelvben számos hasonlónak tűnő kifejezés fordul elő pl. „vegyszermentes”, „natúr”, „hagyományos”, azonban ezek nem értelmezhetőek az ökológiai gazdálkodás szabályrendszere szerint.
A 834/2007/EK tanácsi rendelet (Öko EK rendelet) megfogalmazása szerint az ökológiai gazdálkodás (biogazdálkodás) a mezőgazdasági termelés sajátos formája, amely a külső források felhasználásának korlátozásával (pl. tilos a géntechnológiával módosított szervezetek felhasználása) a termelés során a helyi erőforrásokat és a természetes folyamatokat részesíti előnyben. Az Öko EK rendelet fogalom meghatározása szerint az ökológiai gazdálkodás a termelési módszereknek a rendeletben meghatározott szabályoknak megfelelően történő alkalmazása a termelés, a feldolgozás és a forgalmazás valamennyi szakaszában.

## Története
Az ember által űzött mezőgazdaság évezredeken keresztül biogazdálkodás volt, csupán az ipari forradalom megindulása után jött létre az a modern mezőgazdaság, mely egyre több mesterséges anyagot és technológiát alkalmaz. A nagyüzemi mezőgazdaság káros mellékhatásai gyorsan napvilágra kerültek, így már az 1920-as években megjelent a biogazdálkodást célul tűző mozgalom, Közép-Európában, Rudolf Steiner munkássága nyomán. Az általa kitalált biodinamikus gazdálkodás az egyik első modern példája a biogazdálkodásnak. Az 1940-es években ettől függetlenül Angliában is megjelent a biogazdálkodás, a mezőgazdaság egyre nagyobb szintetikus műtrágyafüggőségének és Albert Howard munkássága nyomán. Jóllehet, maga a biogazdálkodás a legrégebbi mezőgazdasági termelési forma, Albert Howardot tartják az ipari forradalmat követő biogazdálkodás atyjának.

## Alkalmazott technikák
A hagyományos mezőgazdaságban vegyszerrel orvosolt felmerülő problémák kiküszöbölése érdekében a biogazdálkodás számos alternatív módszert és technikát alkalmaz.

### Talajmenedzsment
A mezőgazdasághoz szükséges földnek nitrogénre, foszforra és káliumra is szüksége van, mikrotápanyagok és szimbiotikus gombák mellett. Ezek közül a nitrogénszükséglet fedezése a megfelelő időben az, ami a legtöbb gondot okozza a biogazdálkodók számára. Ennek elérésére kiváló eszköz lehet a vetésforgó alkalmazása és a különböző zöld trágyák használata. A rizóbia baktériummal szimbióziosban élő hüvelyesek ültetése és a vegyes ültetés tovább segíthet a talaj nitrogéntartalmának növelésében, emellett védelmet nyújthat a rovarok és a betegségek ellen is.

### A gyomnövények kontrollja
A biogazdálkodás nem tűzi célul a gyomok teljes megsemmisítését, ehelyett azok csökkentését és elnyomását tartja megfelelőnek, például nagyobb verseny segítségével. Emellett is számos megoldás kínálkozik a gyomnövények ellen, így például a növények rotációja segítségével elkerülhető, hogy az egy bizonyos növénnyel párhuzamosan megjelenő gyomok hosszabb távon megmaradhassanak. Néhány évente a gyomokat elnyomó fedőnövények ültetése és a gyomnövények magvait károsító mikrobák megjelenése tovább képes csökkenteni azok megjelenését. A biogazdálkodás emellett természetesen alkalmaz fizikai és mechanikus megoldásokat is a gyomnövények irtása céljából, és van néhány természetes eredetű gyomirtó is, mint például a tömény ecetsav. A bioherbicidek alkalmazása azonban jelenleg csak csekély szerepet tölt be az organikus gazdaságok életében.

### Egyéb élőlények
A növényeket megtámadó baktériumok, állatok, gombák és rovarok ellen számos megoldás kínálkozik, kezdve a növények fizikai bekerítésétől a talajcseréig. A növények rotációja itt is hasznos lehet, a több növényt tartalmazó polikultúrák pedig különösen sokat segíthetnek a betegségek elkerülése érdekében, szemben a nagyüzemi mezőgazdaságban használt monokultúrákkal. A különböző kártevőktől úgy is meg lehet szabadulni, hogy azokat más organizmusok segítségével szorítjuk vissza, melyek nem vagy kevésbé károsak a növények életére. Végső esetben persze lehetséges biológia alapú növényvédő szereket, rovarirtókat vagy gombairtókat is alkalmazni, ám ezek használatára általában nincs gyakran szükség.

## Gazdaságosság
A közhiedelemmel ellentétben az organikus gazdálkodás hozamai nem sokkal alacsonyabbak a hagyományos mezőgazdálkodásban elérteknél. Egyes tanulmányok szerint a hozam a hagyományos 91%-a, mások szerint a 95-100% közötti tartományban mozog, közel fele akkora trágyázási és 97%-kal alacsonyabb gyomirtói költségekkel. A bioélelmiszerek árában található prémium tovább növeli az ilyen típusú mezőgazdaság versenyképességét.
További gazdasági előnyt jelent az is, hogy a biogazdálkodás jóval ellenállóbb az extrém időjárásra, aszály 70-90%-kal magasabb hozamot hoz, mint a hagyományos mezőgazdaság. Az organikus gazdálkodás emellett hurrikán esetén a fedőtalajból 20-40%-kal többet őriz meg, és az egyéb károk is kisebbek. A biogazdálkodás emellett munkaigényesebb a hagyományos mezőgazdasághoz képest, hiszen a vegyszerhasználat mellőzését a legtöbb esetben emberi munkával pótolják, így annak széles körű elterjedése számos új mezőgazdasági munkahelyet is teremthet.
A biogazdálkodás jelentőségét mutatja az is, hogy míg a bioélelmiszerek piaca 2001-es 20 milliárd dollárról 2007-re 46 milliárd dollárra nőtt.

## Jogi szabályozás
Az Európai Unióban – így hazánkban is – a mezőgazdasági termékeket, a belőlük készült élelmiszereket és takarmányokat csak akkor szabad ökológiai (biológiai, bio, öko, organikus) jelöléssel forgalmazni, ha a rájuk vonatkozó közösségi és hazai jogszabályok betartása mellett, az állam hatósági kontrollja alatt működő ellenőrzési rendszerben állították elő, és rendelkeznek ezekről igazolással (Magyarországon tanúsítvánnyal).

### Hatályos EU-jogszabályok
Az Európai Unió többek között az alábbi jogszabályokkal szabályozza a biogazdálkodást:
- A Tanács 834/2007/EK rendelete (2007. június 28.) az ökológiai termelésről és az ökológiai termékek címkézéséről
- A Bizottság 889/2008/EK rendelete (2008. szeptember 5.) az ökológiai termelés, a címkézés és az ellenőrzés tekintetében az ökológiai termelésről és az ökológiai termékek címkézéséről szóló 834/2007/EK rendelet részletes végrehajtási szabályainak megállapításáról
- A Bizottság 1254/2008/EK rendelete (2008. december 15.) az ökológiai termelés, a címkézés és az ellenőrzés tekintetében az ökológiai termelésről és az ökológiai termékek címkézéséről szóló 834/2007/EK rendelet részletes végrehajtási szabályainak megállapításáról szóló 889/2008/EK rendelet módosításáról
- A Bizottság 1325/2008/EK rendelete (2008. december 22.) az egyes gyümölcs- és zöldségfélék behozatali árának meghatározására szolgáló behozatali átalányértékek megállapításáról
- A Bizottság 710/2009/EK rendelete (2009. augusztus 5.) a 834/2007/EK rendelet részletes végrehajtási szabályainak megállapításáról szóló 889/2008/EK rendeletnek a tenyésztett víziállatok és a tengeri moszat ökológiai termelésére vonatkozó részletes szabályok megállapítása tekintetében történő módosításáról

### Hatályos magyar jogszabályok
- 79/2009. (VI. 30.) FVM rendelet a mezőgazdasági termékek és élelmiszerek ökológiai gazdálkodási követelmények szerinti tanúsításának, előállításának, forgalmazásának, jelölésének és ellenőrzésének részletes szabályairól[halott link]

## A biogazdálkodás tanúsítása
A biogazdálkodás kereteit meghatározó jogszabályok szerint az a gazdasági szereplő tekinthető tehát biogazdálkodónak (ökológiai gazdálkodónak) aki a rendeletben meghatározott termelési módszereket alkalmazza és termelési szabályokat betartja valamint a rendelet szerinti ellenőrző rendszer keretein belül végzi tevékenységét.
Az Európai Unió minden országában így hazánkban is az ellenőrző rendszer részeként tanúsító szervezetek működnek. A biogazdálkodást, vagyis a biotermékek ellenőrzését és tanúsítását a Nemzeti Élelmiszerlánc-biztonsági Hivatal elismerésével és a Nemzeti Akkreditáló Testület terméktanúsító akkreditációjával rendelkező független szervezetek végezhetik.
Magyarországon a 834/2007/EK tanácsi rendelet által előírt ellenőrzési rendszer keretén belül két tanúsító szervezet ellenőrzése alatt tevékenykedhetnek a biogazdálkodást folytatni kívánó gazdálkodók:
- Biokontroll Hungária Nonprofit Kft. (HU-ÖKO-01)
- Hungária Öko Garancia Kft. (HU-ÖKO-02) Archiválva 2015. november 20-i dátummal a Wayback Machine-ben